# リヒャルト・ホルム
リヒャルト・ホルム（Richard Holm, 1912年8月3日 - 1988年7月20日）は、ドイツのテノール歌手。
シュトゥットガルトの生まれ。地元でルドルフ・リッターに声楽を学ぶ。1937年にキール歌劇場でデビューを果たした。その後、ニュルンベルクやハンブルクでキャリアを重ね、1947年からミュンヘン国立歌劇場にテノール歌手として所属するようになった。1949年にはザルツブルク音楽祭、1950年にはグラインドボーン音楽祭、1952年にはメトロポリタン歌劇場にそれぞれ初登場し、1953年にはミュンヘン国立歌劇場のコヴェントガーデン王立歌劇場への引っ越し公演で、リヒャルト・シュトラウスの《カプリッチョ》のイギリス初演に参加した。同時代のオペラ作品の上演にも積極的に参加し、ゴットフリート・フォン・アイネムの《ダントンの死》のロベスピエール役をレパートリーにしたほか、1957年のパウル・ヒンデミットの《世界の調和》にヴァレンシュタイン役で参加したり、1963年のヴェルナー・エックの《サン・ドミンゴの虐殺》の上演に参加したりした。1975年にはベンジャミン・ブリテンの《ヴェニスに死す》のアッシェンバッハ役に挑戦したほか、1978年にはアリベルト・ライマンの《リア王》の上演にも参加している。
ミュンヘンにて死去。